# Ruta 1 (Chile)
Die Ruta 1 (kurz RN 1) ist eine Fernverkehrsstraße im südamerikanischen Anden-Staat Chile. Sie trägt den Namen Ruta 1 Costera.
Die Ruta 1 befindet sich im Norden von Chile in den Regionen Tarapacá und Antofagasta. In ihrem Verlauf auf 598,6 km verbindet sie Iquique mit der Ruta 5 durch eine Straße parallel zur Pazifikküste. Damit verbindet sie zwei der wichtigsten Städte im Norden Chiles. Sie dient außerdem als alternative Route zur Panamericana, die durch die Atacamawüste führt.
Die offizielle Funktion dieser Längsachse wurde im Jahre 2000 durch das Dekret Nº 2136 durch das Ministerio de Obras Públicas de Chile (MOP) ratifiziert.

## Verlauf
Die Fernstraße beginnt im Norden in Iquique. Bis Caleta Coloso, südlich der Regionshauptstadt Antofagasta, ist die Straße durchgehend asphaltiert. Auf diesem Abschnitt befindet sich ebenfalls der Tunnel Pedro Galleguillos (nördlich von Tocopilla), der 1994 als Alternative zum Paquica-Pass erbaut wurde. Einige Instandhaltungsarbeiten waren seitdem notwendig, insbesondere nach dem Tarapacá-Erdbeben von 2005.
Die Ruta 1 endet vorübergehend südlich von Puerto Coloso, wo auf etwa 50 km Luftlinie keine Straße mehr entlang der Küste führt. Ihren Verlauf setzt sie dann ab Caleta El Cobre wieder an der Küste fort. Diese beiden Abschnitte sind über die Ruta 5 und die Ruta B70 verbunden. Sie stellen auch inlandige Alternativrouten durch die Wüste dar.
Im Süden endet die Ruta 1 bei Las Breas an der Anschlussstelle zur Ruta 5.

## Städte und Ortschaften
Die direkten Anbindungen an Städte, Ortschaften und städtische Gebiete entlang dieser Straße von Norden nach Süden sind:
Región de Tarapacá
Länge: 143 km (km 410 bis km 267). Im südlichen Stadtgebiet von Iquique heißt die Straße Avenida Arturo Prat.
- Provincia de Iquique (die Kilometerpunkte sind jeweils von Antofagasta aus gezählt, nach Norden wie nach Süden): führt weiter als Autopista Rutas del Desierto, Anschluss an Playa Aguadita (km 364), Anschluss an Yape (km 361), Anschluss an Caleta Caramucho (km 360), Anschluss an Caleta Chanavayita (km 356), Puerto de Patillos (km 352), Anschluss an Caleta Patache (km 346), Puerto Punta Patache (km 345), Anschluss an Caleta Chanabaya (km 338), Anschluss an Caleta Pabellón de Pica (km 334), Caleta Río Seco (km 320-319), Caleta San Marcos (km 304), Zoll von El Loa und obligatorische Polizeikontrolle der Carabineros de Chile (km 264).

Región de Antofagasta
Länge: 281 km (km 267 bis km 0, km 0 bis km 14).
In Tocopilla verläuft der innerstädtische Abschnitt über die Straßen Avenida Teniente Merino, Avenida Arturo Prat und Avenida Doctor Leonardo Guzmán. Währenddessen heißt die Straße im Norden von Antofagasta Avenida Edmundo Pérez Zujovic und im Süden Avenida Universidad de Chile.
- Provincia de Tocopilla (die Kilometerpunkte sind jeweils von Antofagasta aus gezählt, nach Norden wie nach Süden): Caleta del Norte (km 252), Anschluss an Caleta Punta Arenas (km 240 und 239), Caleta Quebrada Honda (232–233), Caleta Punta del Urcu (km 227-224), Anschluss an Caleta Paquica (km 209), Tocopilla (km 185-181), Caleta Boy und Kontrolle der Carabineros de Chile (km 181-180), Anschluss an Punta Blanca (km 175), Anschluss an Caleta Punta Atala (km 160), Caleta Indígena (km 152), Anschluss an Caleta Buena (km 142), Gatico (km 133), Anschluss an Cobija (km 129).
- Provincia de Antofagasta: Caleta Michilla (km 107), Anschluss an Hornitos (km 90), Anschluss an Hornitos und Caleta Punta Itata (km 81), Anschluss an Caleta Chacaya (km 76), Fortsetzung als Autopistas de Antofagasta, Antofagasta (km 6-0).
- Provincia de Antofagasta: Antofagasta (km 0–5), Caleta Coloso (km 8–9), Anschluss an Puerto Coloso (km 10).

Länge: 173 km (km 173 bis 0). Im Stadtgebiet von Taltal führt die Ruta 1 über die Avenida Manuel Antonio Matta und Avenida Francisco Bilbao.
- Provincia de Antofagasta (die Kilometerpunkte sind von der Kreuzung Las Breas aus gezählt, nach Norden): Caleta El Cobre (km 173), Anschluss an Caleta Blanco Encalada (km 158), Anschluss an Caleta Botija (km 140), Anschluss an Caleta Colorada (km 122), El Médano (km 97), Caleta Rincón (km 84), Anschluss an Paposo (km 75 und km 74), Anschluss an Caleta Punta Grande (km 65), Anschluss an Caleta Bandurria (km 51 und km 50), Anschluss an Caleta Oliva (km 37), Anschluss an Caleta Hueso (km 25), Taltal (km 24-22).

## Betrieb
Momentan befindet sich die Autopista Rutas del Desierto zwischen Iquique und dem Flughafen Aeropuerto Diego Aracena im Bau. Es wurde bereits ein Abschnitt des Betreibers Autopistas de Antofagasta eingeweiht, zwischen dem Anschluss Nord nach Mejillones und der Hauptstadt der Region, Antofagasta.